# 張敏之 (1907年)
張敏之（1907年—1949年12月11日），男，山東省牟平縣人，專職為教育家，中國國民黨黨員。
1949年帶領山東的流亡學生至臺灣省澎湖縣投靠同為山東人的澎湖防衛司令部司令李振清，不料卻因此成為臺灣白色恐怖時期對外省人執行肅清的最大冤案澎湖七一三事件的受難者。

## 生平
1907年，张敏之出生于山东省牟平县。十六岁时，他考入先志中学新制第一班。在校期间，他加入中国国民党的外围组织“平民学会”。高中毕业后，他由中国国民党山东省党部保送入中央党务学校，成为该校第一期毕业生。张敏之家境清寒，大哥张圣之的经商收入是张敏之生活和学费的主要来源。张敏之刻苦好学，生活简朴，而且性情孤僻，因常年剃光头而被同学叫做“张大头”。
1928年春，国民革命军北伐期间，张敏之组织了北伐宣传队，在山东南部地区活动，后他任‘党义教育训练班”训育主任，结识了其学生也是他后来的妻子王培五。中原大战爆发后，张敏之因对政局失望而考入上海复旦大学经济系二年级。张敏之在复旦上学期间，曾被认为有共产党嫌疑而遭上海当局逮捕，后经《中央日报》社社长崔唯吾给上海市市长吴铁城写信才获得保释。1931年夏，他和王培五在济南结婚。毕业后，张敏之任济南第一师范学校训育主任，不愿卷入政治。他曾经向长官表明：
我要做教育家，我办的是教育，不是党务；爱国与爱党是两码事。
1937年8月，山东省政府教育厅将他升任山东省立烟台中学校长。张携教务主任靳北海、训育主任邴子鹏组成新的校领导班子。10月，山东省政府机关撤出济南转入鲁南山区。同月，山东省教育厅电话通知各省立、县立学校火速迁往临沂。张敏之带领少数师生向鲁南转移，途中因敌机轰炸等原因，大多学生离队返回老家。各学校迁至鲁南的师生在莱阳县城的省立二乡师旧址筹组“山东省立第六联合中学”，张敏之担任校长。六联中按照《同学录》通知原烟台中学等校学生赴莱阳复学，部分学生闻讯后赶赴莱阳入学。1938年10月，六联中正式开始上课。
1939年初，日军北上扫荡，张敏之遂迁移该校至位于牟平山区的青山村。1942年7月，张敏之奉山东省政府的命令，率1000多名师生迁往皖北，至安徽阜阳，此后又有其他山东学生前来投奔。国民政府教育部将山东省立高中改为国立高中，张敏之改任国立二十二中教务主任，第二十八集团军总司令李仙洲兼任校长但不驻校，张敏之成为该校实际负责人。抗日战争结束后，在皖北的师生因交通阻隔未能返回家乡，山东省政府教育厅则对他们不闻不问。1947年春，中共军队进攻皖北，张敏之率该校师生离开皖北，一个半月以后他们抵达徐州，又逢战火而无法继续前进。当局要求将学生就地遣散，但张敏之未同意，而是自己护送学生返回了家乡。当时省立山东中学已经于济南复校，刘泽民任校长，张敏之遂让位。
后来他带全家到上海，正准备赴台湾时，青岛市市长李先良成立难童学校，张敏之应邀任校长。一年之后，青岛成为一座孤城。1948年11月，烟台各中学的师生撤退到上海，组成了烟台联合中学，各中学校长一致迎请张敏之出面领导。张敏之遂率学生南下流亡，经徐州到达南京。蒋介石担心首都南京局势失控，强令将山东学生遣送湖南，限期三天内运离南京。1949年初，已到达湖南的张敏之决定将学校迁至贵州贵阳，但师生行至湖南衡阳又遇阻而滞留。当时中华民国教育部、山东省流亡政府均已迁到广州，山东各地的流亡学生也陆续到广州，但人数已经减到一万人左右，其中包括张敏之任校长的烟台联合中学2000多人，济南一、二、三、四、五联中、昌维联中、海岱聯中等七所学校的学生共8000多人。经多方恳求，时任東南軍政長官的陈诚勉强同意山东流亡学生赴台湾，但附有条件：一、思想动摇者必须除去。二、十七岁以上高中生应入伍接受军训。

### 澎湖時期
1949年6月22日，八所联中的师生合计8,000多人从广州黄埔码头登上济和轮前往澎湖。他们到达澎湖后，军方撕毁了与校方的协议，强征该批中学生入伍，引发师生反抗。校长张敏之为维护学生权益而出面交涉，因有人密報军方，被軍方控为“匪谍”，张敏之和106名师生遭到枪决，其中张敏之于1949年12月11日遭枪决。1949年12月12日晨，《中央日报》第四版及《台湾新生报》第四版均刊登大幅报道及集体枪决照片，报道标题为“台湾岂容奸党潜匿，七匪谍昨伏法”及“你们逃不掉的，昨续枪决匪谍七名”，副标题则分别为“保安部破获匪兵运机构，党羽百余人均一网打尽”及“对叛徒不宽容”等。另有人数及姓名不详的学生被裝進麻袋抛入海中溺毙（当时俗称“抛锚”）。未被枪决或“抛锚”的师生被移送至内湖新生队接受管训，在绿岛监狱建成后又被移送到绿岛，成为绿岛监狱第一期囚犯。此为台湾白色恐怖时期大案澎湖七一三事件。

## 家庭
- 妻：王培五，济宁县人，毕业于教会中学，后考入北京师范大学英语系预科。1999年出版回忆录《十字架上的校长》。
- 他有子女六人：張磊、張彬、張焱、張彪、張鑫、張彤。每個男孩上面都有一個姊姊。

## 著名學生
- 王若愚：（1932年12月28日—），與校長張敏之一樣同為山東省牟平縣人與1949年澎湖七一三事件的受害者，於被迫入伍後一路升至中華民國陸軍二級上將並於1992年8月1日出任軍管區司令部兼海岸巡防司令部之首任司令，後於1995至1996年爆發的臺灣海峽飛彈危機中成功指揮轄下官兵防衛臺灣。